# Dług (film, 1999)
Pour les articles homonymes, voir Debt.
Pour plus de détails, voir Fiche technique et Distribution.
Dług est un film polonais réalisé par Krzysztof Krauze, sorti en 19699. 
Il est basé sur un fait réel survenu à Varsovie, en Pologne, au début des années 1990, inspiré par l'histoire vraie de Sławomir Sikora et Artur Bryliński, qui ont ensuite été graciés par le président de la Pologne en raison de la médiatisation provoquée par le film.

## Synopsis
Après avoir cherché un financement pour lancer une entreprise d'importation de scooters italiens, deux amis d’université, Adam et Stefan, font la connaissance de Gerard, un homme d’affaires. Bien qu’initialement très serviable, Gerard devient rapidement violent et commence à faire chanter les deux hommes, leur extorquant des sommes d’argent de plus en plus importantes tout en les terrorisant psychologiquement. Incapables d’obtenir de l’aide de la police, Adam et Stefan élaborent un plan pour neutraliser Gerard en lui brisant la colonne vertébrale et en intimidant son garde du corps. Cependant, une série d’événements malheureux et une montée d’émotions poussent Adam à tuer d’abord Gerard, puis son garde du corps.

## Fiche technique
.

## Distribution
- Robert Gonera : Adam Borecki
- Jacek Borcuch : Stefan Kowalczyk
- Andrzej Chyra : Gerard Nowak
- Cezary Kosiński : Tadeusz Frei
- Joanna Szurmiej-Rzączyńska : Basia
- Agnieszka Warchulska : Jola
- Joanna Kurowska : Sasiadka
- Przemysław Modliszewski : Młody
- Sławomira Łozińska